# Jock – Ein Held auf 4 Pfoten
Jock – Ein Held auf 4 Pfoten ist ein US-amerikanisch-südafrikanischer computeranimierter Abenteuerfilm von Jock Animation aus dem Jahr 2011. Der Film des Regisseurs Duncan MacNeillie basiert grob auf dem 1907 erschienenen Buch Jock of the Bushveld von Sir James Percy FitzPatrick, weicht aber in der Handlung und vor allem im Ende stark davon ab.

## Handlung
Die Staffordshire Bullterrier Jock ist der kleinste und schwächste Welpe aus dem neuen Wurf der Hündin Jess, der jedoch alle von seiner Tapferkeit überzeugt. Jock wächst Savanne auf, in einer rauen Gegend, wo viele Probleme mit Gewalt gelöst werden. Mit seiner Tapferkeit überzeugt er auch Goldsucher Fitzpatrick. Jock lässt Freunde und Familie zurück, zieht mit Fitzpatrick durch verschiedene Städte und wächst zu einem furchtlosen Hund heran, der von anderen respektiert wird. Zu schaffen machen Jock vor allem der bösartige Pavian George und sein Besitzer Seedling, die für Hundekämpfe bekannt sind. Am Ende des Filmes befreit Jock George von seiner Kette und spricht ihm Mut zu, selbst Entscheidungen zu treffen.

## Synchronisation
Die deutsche Synchronisation entstand nach einem Dialogbuch von Kerstin Draeger unter ihrer Dialogregie im Auftrag der Digital Media Technologie in Hamburg.
| Rolle       | Englischer Sprecher | Deutscher Sprecher |
| ----------- | ------------------- | ------------------ |
| Jock        | Bryan Adams         | Christian Stark    |
| Erzähler    | Donald Sutherland   | Wolfgang Hess      |
| Jess        | Helen Hunt          | Hella von Sinnen   |
| Pezulu      | Ted Danson          | Robert Missler     |
| Baba        | Desmond Tutu        | Wolfgang Draeger   |
| Basil       | Mandy Patinkin      | Achim Schülke      |
| Bootsmann   | William Baldwin     | Konstantin Graudus |
| Fitzpatrick | Theo Landey         | Matthias Klimsa    |